# Judith Reisman
Pour les articles homonymes, voir Gelernter et Reisman.
Judith A. Reisman, née Judith Ann Gelernter (11 avril 1935 à Newark dans le New Jersey - 9 avril 2021) est une universitaire, conférencière et essayiste américaine, surtout connue pour sa critique des travaux et de l'héritage intellectuel d'Alfred Kinsey.
Réputée conservatrice, elle est considérée comme « la fondatrice du mouvement anti-Kinsey ».
Depuis 2011, Judith A. Reisman est notamment professeur invité à l'école de droit de la Liberty University à Lynchburg en Virginie[réf. nécessaire].

## Biographie

### Famille et jeunesse
Judith Ann Gelernter est la fille de Matthew Gelernter et de Ada Goldberg dont les parents étaient des juifs respectivement allemands et russes que les circonstances ou les persécutions avaient poussés à s'installer aux États-Unis. Matthew et Ada Gelernter créèrent une poissonnerie nommée « Matthew's Sea Food » à Irvington dans le New Jersey, dont le commerce fut prospère.
La plupart des membres de sa famille, son père, sa mère et leurs frères et sœurs avaient reçu une bonne formation artistique. Sa mère notamment participa aux productions théâtrales de la YMHA (Young Men's Hebrew Association) (en) aux côtés de futures célébrités comme Moss Hart ou Dore Schary. Les parents de Judith Ann Gelernter étaient communistes.
Elle épouse en 1954 Arnold Reisman, un ingénieur, avec lequel elle a quatre filles : Jennie Levy Reisman, née le 30 octobre 1956, Adi Benning Reisman en 1960, Deborah Fink Reisman en 1962 et Nina Preuss Reisman en 1963. Judith Ann Gelernter et Arnold Reisman divorcent en 1979, et Arnold Reisman se remarie avec Ellen Reisman Kronheim. Arnold Reisman meurt le 11 avril 2011.
Selon les propres déclarations de Judith Reisman, la tranquillité de sa vie familiale fut bouleversée en 1966 par le viol de sa fille Jenny, alors âgée de 10 ans, par un préadolescent, âgé de 13 ans, du voisinage, qui avait perpétré des violences sexuelles sur plusieurs enfants du quartier dont l'un de ses frères cadets. Elle attribue ces actes de violence à la lecture du magazine Playboy par ce jeune garçon.
- Miriam Jennie Levy (née Reisman), restée traumatisée à la suite de ce viol, s'est suicidée en septembre 1980, à l'âge de 23 ans.

### Carrière professionnelle
En 1973, Judith Reisman est embauchée par CBS pour écrire, interpréter et produire des vidéos musicales destinées aux enfants dans le cadre de l'émission de télévision Captain Kangaroo. Jim Hirschfeld, le producteur de l'émission, avait été séduit par les vidéos musicales qu'elle avait réalisées pour la chaine de télévision PBS du Wisconsin, et pour « Merry-Go-Round », une filiale de CBS dans l'Ohio,.
Parallèlement à cette activité de production, Judith Reisman produit du matériel éducatif pour le Musée Public de Milwaukee (en), le Cleveland Museum of Art et le Skirball Cultural Center de Los Angeles.
Elle aurait mis fin, selon ses dires, à sa collaboration avec CBS lorsque Jim Hirschfeld et Bob Keeshan (en), poussés par leurs annonceurs, lui demandèrent d'augmenter le tempo de ses compositions afin de les adapter à la rapidité d'action qui devenait la règle d'or des dessins animés qui étaient diffusés par la concurrence.
Depuis 2011, Judith A. Reisman est notamment professeur invité à l'école de droit de la Liberty University à Lynchburg en Virginie. Elle n'est néanmoins titulaire d'aucun diplôme juridique, mais d'un doctorat en communication qu'elle obtint à l'université Case Western Reserve dans l'Ohio[réf. nécessaire].

## Prises de position

### Critique d'Alfred Kinsey et du rapport Kinsey
Judith Reisman accuse le pionnier de la sexologie américaine Alfred Kinsey d'abus sexuels sur des enfants au cours de l'établissement du rapport Kinsey ,.
Pour Diederik F. Janssen, la critique de Judith Reisman à l'encontre de Kinsey prendrait « la forme inconvenante d'un sermon paranoïaque sur la décence américaine » . Du fait de ces idées, elle serait, selon Max Blumenthal d'alternet.org, « ostracisée par la communauté scientifique » ,.

### Homophobie et dénonciation des«recruteurs homosexuels d'enfants»
Judith Reisman a déclaré lors d'une conférence en 1994 que « si la population homosexuelle était alors de un ou deux pour cent, retenez votre souffle, parce que le recrutement va fort ; il est clair ; il est partout. Vous verrez, je dirais, 20 pour cent ou plus, probablement 30 pour cent, ou peut-être même plus, de la jeune population va se lancer dans une activité homosexuelle. »
Selon le New Yorker, Judith Reisman considère que « le parti nazi et l'Holocauste [...] ont en grande partie été la création du "mouvement homosexuel allemand". Grâce à Alfred Kinsey, prévient [Reisman], le mouvement homosexuel américain est prêt à répéter ces crimes ». Le New Yorker cite Reisman en ces termes : « d'idéalistes "jeunesses gay" sont actuellement en train d'être formées et dotées en personnel dans les classes du pays tout entier par des recruteurs très similaires à ceux qui formèrent à l'origine les "jeunesses hitlériennes". »

## Publications

### Traductions françaises
- Judith Reisman (trad. Marion Sigaut), Kinsey, la face obscure de la révolution sexuelle, Saint-Denis, éd. Kontre Kulture, 2016.
- Judith Reisman (trad. François Thouvenin, préf. Marion Sigaut), La subversion sexuelle née des rapports Kinsey, Paris, Saint-Rémi, 2017.

### Publications originales
- (en) Dir., Kinsey, Sex and Fraud : The Indoctrination of a People, Lafayette, Huntington House, 1990  (ISBN 978-0-910311-20-5).
- (en) "Soft Porn" Plays Hardball: Its Tragic Effects on Women, Children and the Family, Lafayette, Huntington House, 1991  (ISBN 978-0-910311-92-2).
- (en) Kinsey: Crimes & Consequences: The Red Queen and the Grand Scheme, Crestwood, The Institute for Media Education, 1998  (ISBN 978-0-9666624-1-2).
- (en) Kinsey's Attic: The Shocking Story of How One Man's Sexual Pathology Changed the World, Cumberland, Cumberland House Publishing, 2006  (ISBN 978-1-58182-460-5).
- (en) Sexual Sabotage: How One Mad Scientist Unleashed a Plague of Corruption and Contagion on America, Washington, WND Books, 2010  (ISBN 978-1-935071-85-3).